# Ukaji Takashi

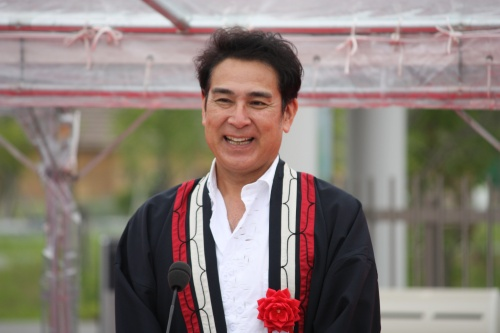

Ukaji Takashi (jap. 宇梶 剛士; * 15. August 1962 in Tokio) ist ein japanischer Schauspieler.

## Dorama
- Tamamoe! (2006)
- Hana Yome wa Yakudoshi (2006)
- Umeko (2005)
- Nobuta wo Produce (2005)
- Water Boys 2005 Natsu (2005)
- Rikon Bengoshi 2 (2005)
- Shinsengumi (2004)
- Kyohansha (2003)
- Mama no Idenshi, (2002)
- Kaidan Hyaku Monogatari (2002) (ep5)
- Star no Koi, Fuji TV (2001)
- Hero, Fuji TV (2001) (ep4)
- Hensyuo (2000)
- Psychometrer Eiji 2 (1999)
- Perfect Love (1999)
- Lipstick (1999)
- Jinbe (1998)
- Narita rikon (1997)
- Kin no tamago (1997)
- Aoi Tori (1997)
- Hitotsu Yane no Shita 2 (1997)
- Tsubasa wo Kudasai! (1996)
- Toumei ningen (NTV, 1996)
- Ginrou kaiki file
- Miseinen
- Aishiatteru kai
- Kimi ga uso o tsuita

## Filme
- Shin kyûseishu densetsu Hokuto no Ken: Raô den - Jun’ai no shô (2006) (Sprecher)
- Nin x Nin: Ninja Hattori-kun, the Movie (2004)
- Sen no kaze ni natte (2004)
- Eiko (2004)
- Gun Crazy: Episode 1 - A Woman from Nowhere (2002) (V)
- GTO (1999)
- Joker (1998)
- Score (1995)
- Osu!! Karate-bu (1990)
- Passenger: Sugisarishi hibi (1987)